# Episodi di Carovane verso il West (seconda stagione)
La seconda stagione della serie televisiva Carovane verso il West (Wagon Train) è andata in onda negli Stati Uniti dal 1º ottobre 1958 al 24 giugno 1959 sulla NBC.
| nº | Titolo originale              | Prima TV USA     | Titolo italiano | Prima TV Italia |
| -- | ----------------------------- | ---------------- | --------------- | --------------- |
| 1  | Around the Horn               | 1º ottobre 1958  |                 |                 |
| 2  | The Juan Ortega Story         | 8 ottobre 1958   |                 |                 |
| 3  | The Jennifer Churchill Story  | 15 ottobre 1958  |                 |                 |
| 4  | The Tobias Jones Story        | 22 ottobre 1958  |                 |                 |
| 5  | The Liam Fitzmorgan Story     | 28 ottobre 1958  |                 |                 |
| 6  | The Doctor Willoughby Story   | 15 novembre 1958 |                 |                 |
| 7  | The Bije Wilcox Story         | 19 novembre 1958 |                 |                 |
| 8  | The Millie Davis Story        | 26 novembre 1958 |                 |                 |
| 9  | The Sakae Ito Story           | 3 dicembre 1958  |                 |                 |
| 10 | The Tent City Story           | 10 dicembre 1958 |                 |                 |
| 11 | The Beauty Jamison Story      | 17 dicembre 1958 |                 |                 |
| 12 | The Mary Ellen Thomas Story   | 24 dicembre 1958 |                 |                 |
| 13 | The Dick Richardson Story     | 31 dicembre 1958 |                 |                 |
| 14 | The Kitty Angel Story         | 7 gennaio 1959   |                 |                 |
| 15 | The Flint McCullough Story    | 14 gennaio 1959  |                 |                 |
| 16 | The Hunter Malloy Story       | 21 gennaio 1959  |                 |                 |
| 17 | The Ben Courtney Story        | 28 gennaio 1959  |                 |                 |
| 18 | The Ella Lindstrom Story      | 4 febbraio 1959  |                 |                 |
| 19 | The Last Man                  | 11 febbraio 1959 |                 |                 |
| 20 | The Old Man Charvanaugh Story | 18 febbraio 1959 |                 |                 |
| 21 | The Annie Griffith Story      | 25 febbraio 1959 |                 |                 |
| 22 | The Jasper Cato Story         | 4 marzo 1959     |                 |                 |
| 23 | The Vivian Carter Story       | 11 marzo 1959    |                 |                 |
| 24 | The Conchita Vasquez Story    | 18 marzo 1959    |                 |                 |
| 25 | The Sister Rita Story         | 25 marzo 1959    |                 |                 |
| 26 | The Matthew Lowry Story       | 1º aprile 1959   |                 |                 |
| 27 | The Swift Cloud Story         | 8 aprile 1959    |                 |                 |
| 28 | The Vincent Eaglewood Story   | 15 aprile 1959   |                 |                 |
| 29 | The Clara Duncan Story        | 22 aprile 1959   |                 |                 |
| 30 | The Duke LeMay Story          | 29 aprile 1959   |                 |                 |
| 31 | The Kate Parker Story         | 6 maggio 1959    |                 |                 |
| 32 | The Steve Campden Story       | 13 maggio 1959   |                 |                 |
| 33 | Chuck Wooster, Wagonmaster    | 20 maggio 1959   |                 |                 |
| 34 | The Jose Maria Moran Story    | 27 maggio 1959   |                 |                 |
| 35 | The Andrew Hale Story         | 3 giugno 1959    |                 |                 |
| 36 | The Rodney Lawrence Story     | 10 giugno 1959   |                 |                 |
| 37 | The Steele Family             | 17 giugno 1959   |                 |                 |
| 38 | The Jenny Tannen Story        | 24 giugno 1959   |                 |                 |

## Around the Horn
- Prima televisiva: 1º ottobre 1958
- Diretto da: Herschel Daugherty
- Scritto da: Ted Sherdeman

### Trama
- Guest star: William Keene (Alfie), Gil Perkins (Freddy), Hal John Norman (capo indiano), Ethel Shutta (donna), Ernest Borgnine (Willy Moran), William Bendix (capitano Matthew Cobb), Osa Massen (Minnie Joelssen), Sandy Descher (Pat Cobb), Marc Lawrence (capitano Mate Ferris), Patrick Westwood (Marks), Harold Fong (Wong), Angela Greene (Belle), Frank Hagney (prigioniero)

## The Juan Ortega Story
- Prima televisiva: 8 ottobre 1958
- Diretto da: David Swift
- Soggetto di: Frank Waldman

### Trama
- Guest star: Robert Osterloh (Ransome Jarvis), Paul Langton (padre Martin), Larry J. Blake (Booley Herbert), Vic Perrin (Tuck Edwards), Dean Stockwell (Juan Ortega), Robert F. Simon (Jay Thornton), Lillian Bronson (Alicia Thornton), Leonard P. Geer (membro dello scompartimento del treno)

## The Jennifer Churchill Story
- Prima televisiva: 15 ottobre 1958
- Diretto da: Jerry Hopper
- Scritto da: Robert Yale Libott

### Trama
- Guest star: Maurice Hugo (Frankie Palmer), Paul Maxey (Richard Churchill), Ed Hinton (sceriffo), Henry Corden (Tex Hall), Rhonda Fleming (Jennifer Churchill), Andy Clyde (Fred), Eddy Waller (Ted), William Bakewell (Mulenbach)

## The Tobias Jones Story
- Prima televisiva: 22 ottobre 1958
- Diretto da: Herschel Daugherty
- Soggetto di: Geoffrey Shorling

### Trama
- Guest star: Beverly Washburn (Midge), Peter Breck (Alf Meadows), Morris Ankrum (Michael Folsom), Harry Von Zell (Nathaniel Ferguson), Lou Costello (Tobias Jones), June Clayworth (Martha Folsom)

## The Liam Fitzmorgan Story
- Prima televisiva: 28 ottobre 1958
- Diretto da: Herschel Daugherty
- Scritto da: Robert E. Thompson

### Trama
- Guest star: David Leland (Michael Dermoth), Rhys Williams (James Grady/Tyrone), Sean Meaney (Jamie Reagan), Michael Rye (Hanlon), Cliff Robertson (Liam Fitzmorgan), Terence de Marney (Ethan Carney), Audrey Dalton (Laura Grady/Tyrone), Reggie Dvorak (guardia)

## The Doctor Willoughby Story
- Prima televisiva: 15 novembre 1958
- Diretto da: Allen H. Miner
- Scritto da: Harry Von Zell

### Trama
- Guest star: Ethel Shutta (Mrs. Parker), Dick Wilson (barista), Tony Rock (Dying Man), Orville Sherman (Hank Simmons), Jane Wyman (dottor Carol Willoughby), Alan Marshal (Bart Grover)

## The Bije Wilcox Story
- Prima televisiva: 19 novembre 1958
- Diretto da: Abner Biberman
- Soggetto di: Dorothy Johnson

### Trama
- Guest star: Lawrence Dobkin (Medicine Mark/Charles Mason), Onslow Stevens (Francis Mason), Richard Evans (Cheyenne Son), Abraham Sofaer (Bull Man), Chill Wills (Bije Wilcox), Chuck Roberson (capitano Thorp)

## The Millie Davis Story
- Prima televisiva: 26 novembre 1958
- Diretto da: Jerry Hopper
- Scritto da: Leo Townsend

### Trama
- Guest star: Chubby Johnson (Judd), Irving Bacon (Pete Bailey), Amzie Strickland (Martha), Harry Hines (Hank), Nancy Gates (Millie Davis), Evelyn Rudie (Penny Davis), Eleanor Audley (Mrs. Winton), Whit Bissell (Albert Sykes), James Coburn (Ike Daggett)

## The Sakae Ito Story
- Prima televisiva: 3 dicembre 1958
- Diretto da: Herschel Daugherty
- Scritto da: Gene L. Coon

### Trama
- Guest star: Steven Ritch (Sharp Knife), Jack Lambert (Tom Revere), Henry Rowland (Burl Miching), Robert Kino (Matsu), Sessue Hayakawa (Sakae Ito), James Griffith (Sailor Blaine), Dennis Moore (Burt Rake)

## The Tent City Story
- Prima televisiva: 10 dicembre 1958
- Diretto da: Richard H. Bartlett
- Scritto da: Norman Jolley

### Trama
- Guest star: Peter Coe (White Eagle), Juney Ellis (Sally Jo Jeffers), Earl Hansen (barista), William Henry (Joe Conway), Audrey Totter (Goldie), Slim Pickens (Rafe Jeffers), Wayne Morris (Will Hardisty), Dennis McCarthy (Clyde Burns), Yvonne White (Viola Burns), Carol Henry (Vic Trainjet)

## The Beauty Jamison Story
- Prima televisiva: 17 dicembre 1958
- Diretto da: Richard H. Bartlett
- Scritto da: Frank L. Moss

### Trama
- Guest star: Pete Dunn (rancher), Charles Tannen (Ralph Jessop), May Lee (Sue Lin), Jim Bannon (rancher), Virginia Mayo (Beauty Jamison), Russell Johnson (Steve Marshall), Ken Mayer (giudice Bascombe), Frank Gerstle (Chris Grimes), Phil Chambers (Luke Carter), Tom Monroe (rancher)

## The Mary Ellen Thomas Story
- Prima televisiva: 24 dicembre 1958
- Diretto da: Virgil Vogel
- Soggetto di: Howard Christie, James A. Parker

### Trama
- Guest star: Clifford Botelho (Native American Boy), Jenny Hecht (Sally Mayhew), Mario Gallo (capo Red Cloud), Ken Osmond (Tommy Jenkins), Patricia McCormack (Mary Ellen Thomas), Claudia Bryar (Mrs. Mayhew), Richard H. Cutting (Ben Mayhew), Vernon Rich (Jenkins), Barbara Pepper (Maybelle Gilford), Ollie O'Toole (Stacy Gilford)

## The Dick Richardson Story
- Prima televisiva: 31 dicembre 1958
- Diretto da: David Butler
- Scritto da: Martin Berkeley, Clark Reynolds

### Trama
- Guest star: Dan White (Joe Lassiter), Dennis Holmes (Danny Milford), Jeanne Bates (Erna Logan), Jack Lomas (sceriffo), John Ericson (Dick Richardson), Betty Lynn (Molly Richardson), Lyle Talbot (Ken Milford), Aline Towne (Laura Milford), Ethel Shutta (Mrs. Parker)

## The Kitty Angel Story
- Prima televisiva: 7 gennaio 1959
- Diretto da: James Neilson
- Scritto da: Leonard Praskins

### Trama
- Guest star: David Leland (Sam Hogg), Ben Morris (Ben Holden), Abel Fernández (nativo americano), Ethel Shutta (Mrs. Parker), Anne Baxter (Kitty Angel), Henry Hull (Obediah Finch), Vivi Janiss (Cassie Holden), Kathleen Freeman (Sairy Hogg), Steve Warren (Slim)

## The Flint McCullough Story
- Prima televisiva: 14 gennaio 1959
- Diretto da: Allen H. Miner
- Soggetto di: E. Jack Neuman

### Trama
- Guest star: Cain Mason (soldato Thorpe), Joel Ashley (capitano), Nancy Evans (Martha Yates), Ralph Reed (Boy at Fort), Everett Sloane (colonnello Jace Taylor), Rebecca Welles (Jean Yates), Theodore Newton (Jim Bridger), Milton Frome (Tom Yates), Logan Field (sergente Hayes), Buzz Martin (Hibbs), Charles Cooper (tenente Quincy Abbott)

## The Hunter Malloy Story
- Prima televisiva: 21 gennaio 1959
- Diretto da: Allen H. Miner
- Soggetto di: Thomas Thompson

### Trama
- Guest star: Theodore Newton (Daryl Grant), Troy Donahue (Ted Garner), Joe Abdullah (Radford), Bill Erwin (Clegg), Lloyd Nolan (Hunter Mallory), Luana Patten (Natalie Garner), Terence de Marney (Whitey Burke), John Dierkes (Jack Montgomery)

## The Ben Courtney Story
- Prima televisiva: 28 gennaio 1959
- Diretto da: Abner Biberman
- Soggetto di: Hendrik Vollaerts

### Trama
- Guest star: Roger Mobley (Michael), Arthur Space (sindaco Storey), Darryl Glenn (Daniel), Tom McKee (Vinson), Stephen McNally (sceriffo Ben Courtney), John Larch (John Ramsey), Rachel Ames (Nora Courtney), Kay Stewart (Leona Ramsey), Phillip Pine (vicesceriffo Marty Craig), Richard Hale (reverendo Butler), Rand Brooks (Thomas Pope)

## The Ella Lindstrom Story
- Prima televisiva: 4 febbraio 1959
- Diretto da: Allen H. Miner
- Scritto da: Allen H. Miner

### Trama
- Guest star: Terry Burnham (Margareta Lindstrom), Terry Kelman (Lennart Lindstrom), Susan Henning (Britt Lindstrom), Harold Daye (Stig Lindstrom), Bette Davis (Ella Lindstrom), Robert Fuller (James Fitzpatrick), Cindy Robbins (Inga Lindstrom), Alex Gerry (Dr.Vincent Monroe), Norman Leavitt (barista), Bobby Buntrock (Bo Lindstrom), Jamie Matt (Margrit Lindstrom)

## The Last Man
- Prima televisiva: 11 febbraio 1959
- Diretto da: James Neilson
- Soggetto di: James Gunn

### Trama
- Guest star: Wilton Graff (Wentworth), Damian O'Flynn (Emerson), Leonard P. Geer (Kenny), Marx Hartman (Harris), Dan Duryea (William Capehart), Judi Meredith (Ellen Emerson), Valerie Mitchell (Mrs. Kenny)

## The Old Man Charvanaugh Story
- Prima televisiva: 18 febbraio 1959
- Diretto da: Virgil Vogel
- Scritto da: Arthur Browne, Jr.

### Trama
- Guest star: Mickey Finn (Sump Charvanaugh), Jeff Daley (Tucknis Charvanaugh), Fern Barry (moglie), Quintin Sondergaard (Josh Charvanaugh), J. Carrol Naish (Charvanaugh), Dorothy Green (Helen Lerner), Bernadette Withers (Sybil Lerner), L. Q. Jones (Squirrel Charvanaugh), Ricky Klein (Duane Lerner), Kelly Thordsen (marito)

## The Annie Griffith Story
- Prima televisiva: 25 febbraio 1959
- Diretto da: Jerry Hopper
- Scritto da: Kathleen Hite

### Trama
- Guest star: John Dehner (Cleve Colter), Jan Sterling (Annie Griffith), Robert Anderson (Blade Griffith), Clem Bevans (vecchio), Michael Bachus (Mert Gunnar)

## The Jasper Cato Story
- Prima televisiva: 4 marzo 1959
- Diretto da: Arthur Hiller
- Soggetto di: Frank Phares

### Trama
- Guest star: Peggy Webber (Millie Collins), Allen Case (Jim Collins/Jack Daly), David McMahon (ufficiale di pattuglia), Fred Sherman (giudice), Brian Donlevy (Jasper Cato), Michael Hinn (cittadino)

## The Vivian Carter Story
- Prima televisiva: 11 marzo 1959
- Diretto da: Joseph Pevney
- Soggetto di: Lou Shaw, Peggy Shaw

### Trama
- Guest star: Jane Darwell (Mrs. Anderson), Phyllis Thaxter (Vivian Carter), Patric Knowles (Bert Johnson), Lorne Greene (Christopher Webb), Mari Aldon (Freda Johnson)

## The Conchita Vasquez Story
- Prima televisiva: 18 marzo 1959
- Diretto da: Aaron Spelling
- Soggetto di: Aaron Spelling

### Trama
- Guest star: Joyce Meadows (Martha Williams), Carlos Romero (Carlos Soldero), Alan Reynolds (Simon Williams), Bill Lundmark (Rev. Dan Jaeger), Anna Maria Alberghetti (Conchita Vasquez), John Goddard (Wes Arthur)

## The Sister Rita Story
- Prima televisiva: 25 marzo 1959
- Diretto da: Joseph Pevney
- Scritto da: Gerry Day

### Trama
- Guest star: Lalo Rios (Juan), Sylvia Marriott (Sorella Monica), Robert Bice (Chief Rico), Frank DeKova (Obuki), Vera Miles (Sorella Rita), Frances Bavier (Sorella Joseph), Joe Dominguez (vecchio indiano)

## The Matthew Lowry Story
- Prima televisiva: 1º aprile 1959
- Diretto da: Jack Arnold
- Soggetto di: Paul David

### Trama
- Guest star: Pat Brady (Blane Gunderson), John Pickard (Jed Otis), Ewing Mitchell (membro dello scompartimento del treno), Dorothy Provine (Marian Pruitt), Richard Anderson (Matthew Lowry), Cathleen Nesbitt (Rebecca Pruitt), Jacqueline Holt (Deborah Parkman), Ronald Anton (Benjamin Lowry), Stuart Nedd (membro dello scompartimento del treno)

## The Swift Cloud Story
- Prima televisiva: 8 aprile 1959
- Diretto da: Virgil Vogel
- Scritto da: Donald S. Sanford

### Trama
- Guest star: Alan Baxter (Jeb Harcourt), Johnny Washbrook (Tommy Peeks), Lee Papell (Edouard Cadol), Otto Waldis (Amos Peeks), Rafael Campos (Swift Cloud), Edmund Hashim (Wamsutta), Henry Brandon (Fire Cloud), Richard Arlen (Lewis)

## The Vincent Eaglewood Story
- Prima televisiva: 15 aprile 1959
- Diretto da: Jerry Hopper
- Scritto da: David Swift

### Trama
- Guest star: Read Morgan (Ben Denike), Felix Locher (Zona), Guinn 'Big Boy' Williams (Bryngelson), Karen Sue Trent (Oma Jean), Wally Cox (Vincent Eaglewood), Robert Eyer (Elwood Hennepin), Mary Gregory (Mrs. Benadarsi), Gail Kobe (Erika Hennepin), William Riggs (Ket-Tam)

## The Clara Duncan Story
- Prima televisiva: 22 aprile 1959
- Diretto da: Jerry Hopper
- Soggetto di: Warren Wilson

### Trama
- Guest star: Rusty Lane (Ron Waldron), Myron Healey (Steve Healey), Roscoe Ates (Joe the Bartender), Robert Easton (Slim), Angie Dickinson (Clara Duncan), Eduardo Ciannelli (Silvio Soriano), William Reynolds (Roger Garrett), Robert Clarke (Claude Soriano), Charles Horvath (Pedro)

## The Duke LeMay Story
- Prima televisiva: 29 aprile 1959
- Diretto da: Virgil Vogel
- Soggetto di: Robert M. Fresco, Virgil Vogel

### Trama
- Guest star: Edward Platt (Matthew Sinclair), Cameron Mitchell (Duke LeMay), Terry Kelman (Davey Sinclair), Joan Evans (Sarah Sinclair), Paul Sorenson (vice Bart Williams)

## The Kate Parker Story
- Prima televisiva: 6 maggio 1959
- Diretto da: Tay Garnett
- Soggetto di: Howard Evans

### Trama
- Guest star: Warren Stevens (Jonas Parker), Virginia Grey (Kate Parker), Ruta Lee (Evie Finley), Robert Fuller (Chris Finley), Royal Dano (Boone Calder)

## The Steve Campden Story
- Prima televisiva: 13 maggio 1959
- Diretto da: Christian Nyby
- Scritto da: Robert Yale Libott

### Trama
- Guest star: Torin Thatcher (Lord Steve Campden), Ben Cooper (Steve Campden II)

## Chuck Wooster, Wagonmaster
- Prima televisiva: 20 maggio 1959
- Diretto da: Virgil Vogel
- Scritto da: Nat Tanchuck, Arthur Browne, Jr.

### Trama
- Guest star: Douglas Kennedy (John Loring), Harry Carey, Jr. (Wilkins), Jean Inness (Sarah Duncan)

## The Jose Maria Moran Story
- Prima televisiva: 27 maggio 1959
- Diretto da: Tay Garnett
- Scritto da: Paul King, Joseph Stone

### Trama
- Guest star: Kim Laughlin (Jocko Naughton), Tudor Owen (Tim Naughton), Dabbs Greer (Tanner), Anthony Caruso (Don Luis Salazar), Robert Loggia (Jose Maria Moran), Audrey Dalton (Mary Naughton), Abel Fernández (Shoshone Leader)

## The Andrew Hale Story
- Prima televisiva: 3 giugno 1959
- Diretto da: Virgil Vogel
- Soggetto di: Peter Barry

### Trama
- Guest star: Louise Fletcher (Martha English), Jane Darwell (Mrs. Anderson), Clu Gulager (Elliott Garrison), Jack Buetel (Joe Hemplat), John McIntire (Andrew Hale), James Best (Garth English), Fintan Meyler (Marilee Hemplat)

## The Rodney Lawrence Story
- Prima televisiva: 10 giugno 1959
- Diretto da: Virgil Vogel
- Scritto da: Gerry Day

### Trama
- Guest star: Russ Conway (McCrea), John Milford (Pete Galt), Morgan Jones (Jason Elliott), Roger Mobley (Young Rodney), Dean Stockwell (Rodney Lawrence), Cindy Robbins (Mandy McCrea), Frank DeKova (Ocheo), Theodore Marcuse (Keller), Diana Barth (Mary Elliott)

## The Steele Family
- Prima televisiva: 17 giugno 1959
- Diretto da: Christian Nyby
- Soggetto di: Jane Austen

### Trama
- Guest star: Dan Tobin (Bill Dashmore), Diane Jergens (Prudence Steele), John Baer (Clay Willis), Claude Jarman Jr. (Jeremiah Collingwood), Lee Patrick (Mrs. Steele), Lori Nelson (Charity Steele), Barbara Eiler (Faith Steele), Penny Edwards (Hope Steele), John Brinkley (tenente)

## The Jenny Tannen Story
- Prima televisiva: 24 giugno 1959
- Diretto da: Christian Nyby
- Soggetto di: Howard Christie, James A. Parker

### Trama
- Guest star: Jean Harvey (Mrs. Melvin), Bill Hunt (Rollie Melvin), Ian Wolfe (Vickers), Howard Wright (dottore), Ann Blyth (Phoebe Tannen/Jenny Tannen), Chuck Henderson (John Barclay), Robert J. Stevenson (chirurgo)